# Marjalaki Kiss Lajos
Marjalaki Kiss Lajos (Kisújszállás, 1887. december 18. – Miskolc, 1972. május 1.) régész-történész, tanár, geográfus, Miskolc-kutató. A Magyar Földrajzi Társaság miskolci osztályának alapító tagja (1957).

## Élete
Kilenc gyermekes földműves családban született, és egyedüliként tudott továbbtanulni. Elemi iskoláját ott végezte, ahol korábban Arany János tanított. Gimnáziumi tanulmányai után Debrecenbe került, ahol 1906-ban tanítói oklevelet szerzett. Tanítói pályáját Szinpetriben kezdte (1906–1907), majd visszakerült szülővárosába (1907–1910). 1910–1913 között Budapesten tanult, és történelem–földrajz szakos diplomát szerzett. Mestere Littke Aurél volt.
1913–1918 között az erdélyi Abrudbányán tanított, és közben a földrajz mellett elmélyülten foglalkozott néprajzzal, történelemmel és nyelvészettel is. A kolozsvári múzeum régészeti munkájában is részt vett. 1919-től Miskolcon oktatott. Tevékenységéből adódóan a Borsod-Miskolci Múzeumban is dolgozott. 1920-tól folyamatosan publikált, érdeklődése Miskolc településtörténete felé fordult.
Az 1920-as évek második felétől magas színvonalon foglalkozott tankönyvírással. 1926-ban Magyarország, majd Európa és Ázsia című földrajzkönyvei jelentek meg. 1928-ban írt tankönyve a térképészeti tudnivalók mellett Magyarország természeti, gazdasági és néprajzi viszonyait is tárgyalta.
Legjelentősebb régészeti munkája az 1923-ban Mezőnyéken feltárt, 68 sírt tartalmazó avar temető volt. Rendszeresen publikált Miskolc első tudományos folyóiratában, a Történelmi és Régészeti Közleményekben, 1929-ben a Miskolc monográfiában, 1939-ben a Borsod vármegyéről megjelent kiadványban a településtörténeti és földrajzi fejezeteket ő írta meg. A Miskolc környékén elpusztult települések vizsgálatával a régészet és a középkor történelmének határmezsgyéjén járt.
Sok a még ki nem adott kéziratos gyűjteménye, családtörténettel kapcsolatos munkája, kutatófüzetei, gyűjtőcédulái, levelezései még kiadásra várnak. Tagja volt a Magyar Néprajzi Társaságnak. Rendszeresen levelezett Móra Ferenc, Leszih Andor, Kiss Lajos múzeumigazgatókkal, s kora szinte valamennyi szellemi nagyságával. Ezek között volt Móricz Zsigmond, Melich János, Hóman Bálint, Illyés Gyula, Germanus Gyula, Györffy István, Viski Károly, Bendefi László.
Sírja az avasi református temetőben található.

## Főbb művei
- A magyar nyelvhatár. Földrajzi Közlemények, 1915. 443–451. o.
- A miskolci mészáros céh 400 éves múltja. Miskolc, 1925
- A tapolcai apátság 1214-i adatának hitelessége. Történelmi és Régészeti Közlemények 1926. 34–40. o.
- A szentléleki zárda legrégibb okleveles adata. Történelmi és Régészeti Közlemények 1926. 53–55. o.
- M. Földrajz a polgári fiú- és leányiskolák számára I–II–III., Budapest, 1927
- Anonymus és a magyarság eredete. Miskolc, 1929
- Új úton a magyar őshaza felé II. A föld mint tanu.[halott link] Nyugat, 1930/12
- A Sajó népies halászata. Néprajzi Értesítő. 1931. 110–124.
- Az Avas. Miskolc, 1938
- A miskolci főutca topográfiája 1817-ig. A Herman Ottó Múzeum Évkönyve I., 1957. 102–128. o.
- Miskolc régi mellékutcái. A Herman Ottó Múzeum Évkönyve II., 1959. 133–153. o.
- Miskolc. Műszaki Könyvkiadó, Budapest, 1962. (társsz.: Horváth Béla, Valentiny Károly)

## Kitüntetései
- Bugát Pál-emlékérem
- Herman Ottó-emlékérem

## Emlékezete
- Bulcsú utcai egykori háza falán ma emléktábla áll
- Miskolcon utcát neveztek el róla.